# AGV (Unternehmen)
AGV ist ein italienischer Hersteller von Helmen für Motorräder. Das Unternehmen wurde 1947 von Gino Amisano in Valenza gegründet. Der Firmenname wurde aus dem Namen des Gründers in umgekehrter Reihenfolge und der Stadt gebildet: Amisano Gino Valenza.
Im Juli 2007 wurde AGV von Dainese übernommen.
Heutiger Sitz ist Molvena.

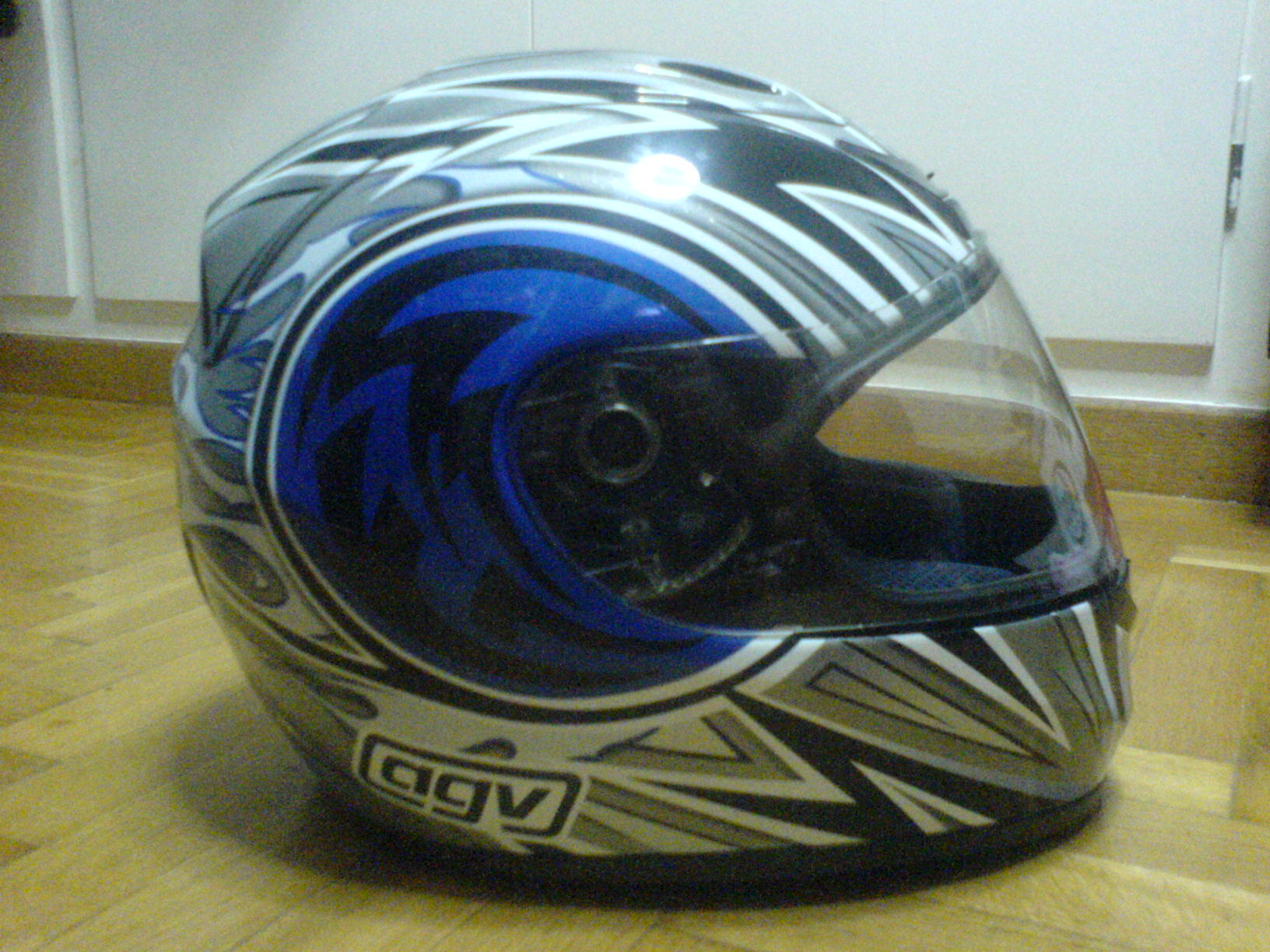
AGV Airtech
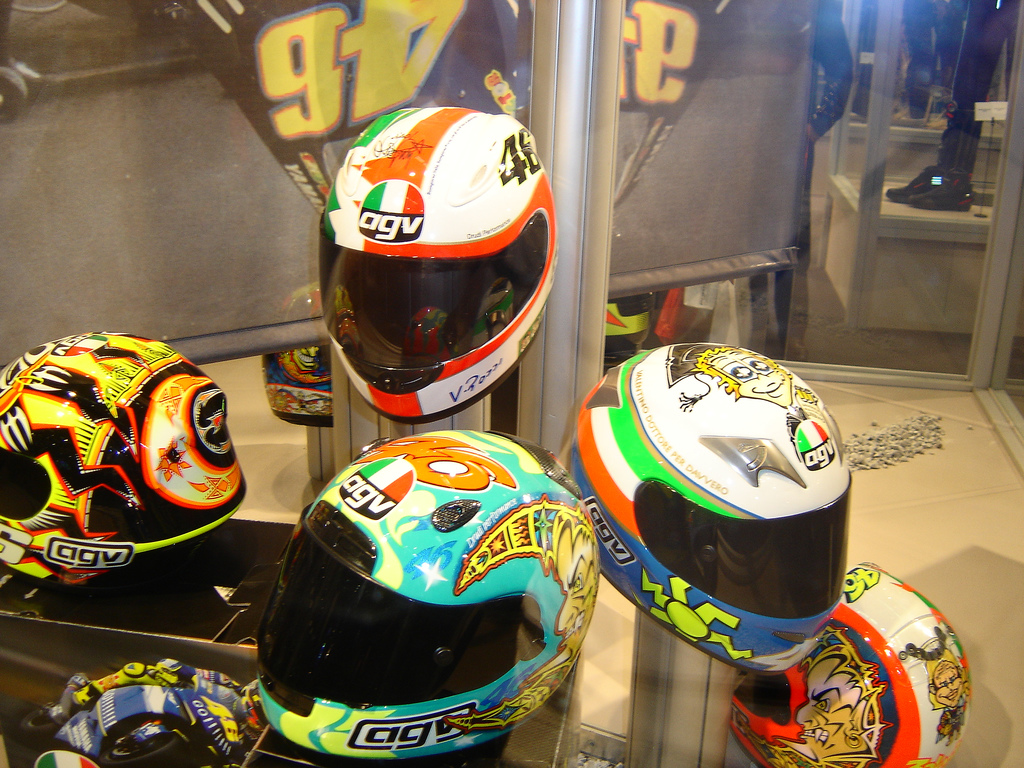
Helme von Valentino Rossi